# Marie de Tver
Maria Borisovna de Tver (en russe : Мария Борисовна) (1442 ?-1467) est la première femme du Grand-prince Ivan III de Russie et la fille de Boris Alexandrovitch de Tver.

## Biographie
Quand le père de Ivan III, Vassili II, se trouve prêt à attaquer Dimitri Chemyaka, il trouve comme allié Boris de Tver. En 1452, ils concluent une alliance sous forme d'un mariage entre le futur Ivan III et Marie de Tver.
Elle meurt empoisonnée en 1467. D’après le moine Joseph de Volok, elle souffrait d'une « infirmité » depuis son enfance.
Elle a donné naissance à Ivan le Jeune en 1458.